# Soria
För andra betydelser, se Soria (olika betydelser).

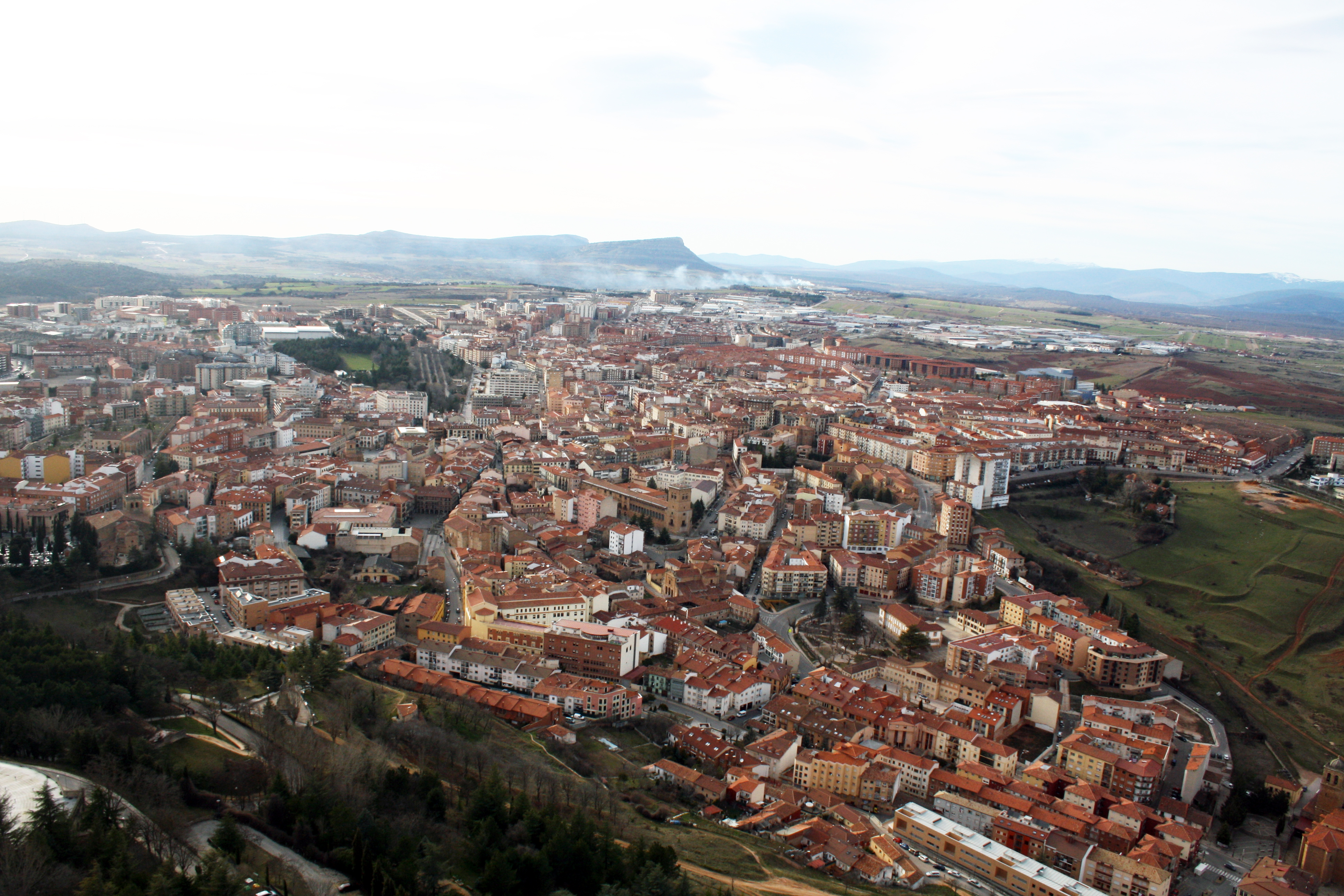
Vy över Soria.

Soria (spanskt uttal: [ˈsoɾja]) är en stad och kommun i den autonoma regionen Kastilien och León i norra Spanien. Staden ligger vid floden Duero, cirka 182 kilometer nordost om Madrid. Soria är huvudort i provinsen med samma namn. Kommunen har 40 750 invånare (2024), på en yta av 271,77 km².
Fotbollsklubben CD Numancia har sin hemmaarena i Soria.